# Rari Nantes Arenzano
El Rari Nantes Arenzano és un club de natació i waterpolo italià d'Arenzano a la Ligúria. Es va fundar el 1968.

## Palmarès en waterpolo
- Recopa d'Europa
  - Campions (1): 1988-89
- Copa italiana: 
  - Campions (1): 1987-88